# Vulnerable (The Used)
Vulnerable è il quinto album in studio del gruppo musicale statunitense The Used, pubblicato il 26 marzo 2012.

## Tracce
1. I Come Alive - 3:16
2. This Fire - 3:15
3. Hands and Faces - 3:26
4. Put Me Out - 4:02
5. Shine - 4:04
6. Now That You're Dead - 4:07
7. Give Me Love - 3:19
8. Moving On - 4:01
9. Getting Over You - 3:46
10. Kiss It Goodbye - 3:23
11. Hurt No One - 3:21
12. Together Burning Bright - 3:51

Vulnerable (II) bonus tracks
13. Surrender - 4:04 

14. The Lonely - 3:26 

15. Machine- 4:01 

16. Disaster - 3:18 

17. I Come Alive (Revolvr and Danny Mihai remix) - 3:15 

18. Hands and Faces (Bobby Alt remix) - 4:57 

19. Put Me Out (Kraddy remix) - 3:00 

20. I Come Alive (Acoustic) - 3:02 

21. Put Me Out (Acoustic)- 3:49 

22. Together Burning Bright (Acoustic) - 3:59

Tracce bonus nell'edizione giapponese
1. The Lonely - 3:29
2. I Come Alive (Acoustic) - 3:03

Tracce bonus nell'edizione Deluxe
1. Machine - 4:02
2. Disaster - 3:19
3. Put Me Out (Acoustic) - 3:50
4. I Come Alive (Acoustic) - 3:03
5. Together Burning Bright (Acoustic) - 3:59

## Formazione
- Bert McCracken – voce, tastiera, sintetizzatore
- Quinn Allman – chitarra, cori
- Jeph Howard – basso, cori
- Dan Whitesides – batteria, cori